# She’s a Sensation
She's a Sensation – singel zespołu Ramones promujący album Pleasant Dreams, wydany w 1981 przez wytwórnię Sire Records.

## Lista utworów
1. „She's a Sensation” (Joey Ramone) – 3:29
2. „All's Quiet on the Eastern Front” (Dee Dee Ramone) – 2:14

## Skład
- Joey Ramone – wokal
- Johnny Ramone – gitara, wokal
- Dee Dee Ramone – gitara basowa, wokal
- Marky Ramone – perkusja